# 大嶽山那賀都神社
大嶽山那賀都神社（だいたけさん ながとじんじゃ）は、山梨県山梨市にある神社。

## 概要
西沢渓谷の南方、笛吹川に西側から合流する支流沿いを上がった山中に鎮座している。
創建伝説として、東征時の日本武尊による国師ヶ岳天狗尾根にある奥宮の創建、役行者による修験道場創設などが伝わるが、養老元年（717年）の奥宮からの勧請という伝承を以て創建とされることが多い。
江戸時代から昭和初期にかけて、各地に遥拝所や祭祀碑がつくられるなど広く講社が組織された大嶽山信仰の中心として栄えた。
明治8年（1875年）に竣工した現本殿は、市指定有形文化財となっている。

## 祭神
- 大山祗命
- 大雷神
- 高龗神